# 팡갈랑 운하

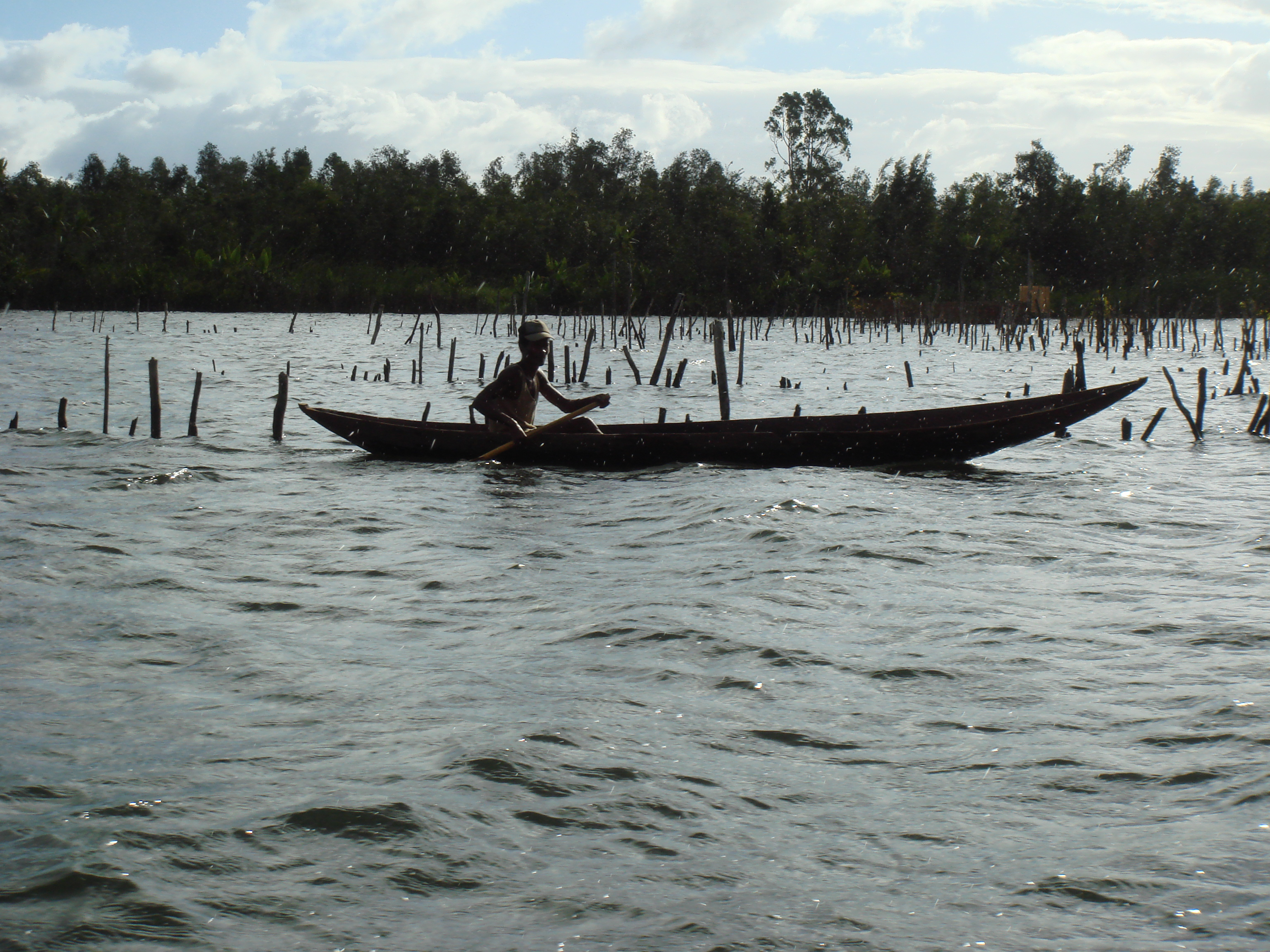
팡갈랑 운하를 배로 통행하는 사람

팡갈랑 운하(Canal des Pangalanes)는 마다가스카르의 운하이다. 세계에서 긴 운하 중 하나이며, 사람이 만든 운하이다. 마다가스카르 동부 해안에서 북쪽 토아마시나에서 남쪽 파라항가나까지 700km를 해안과 병행해 있다. 거친 파도가 닿지 않아 작은 배로도 안전하게 항해할 수 있었기 때문에, 도로가 정비되지 않은 때에 중요한 교통로로 쓰였다. 1979년에 갯벌이 형성되면서 사용할 수 없게 되었으나 1985년에 대규모 공사를 통해 다시 사용할 수 있게 되었다. 현재에도 병행 도로가 없는 지역들끼리 페리로 화물 수송이 이루어지고 있다.